# Богданцево (Владимирская область)
Богданцево — деревня в Судогодском районе Владимирской области России, входит в состав Лавровского сельского поселения.

## География
Деревня расположена в 20 км на север от центра поселения деревни Лаврово и в 23 км на север от райцентра города Судогда.

## История
В XIX — первой четверти XX века деревня входила в состав Даниловской волости Судогодского уезда, с 1926 года — в составе Судогодской волости Владимирского уезда. В 1859 году в деревне числилось 30 дворов, в 1905 году — 67 дворов, в 1926 году — 61 хозяйств.
С 1929 года деревня являлась центром Богданцевского сельсовета Судогодского района, с 1940 года — в составе Исаковского сельсовета, с 1954 года — в составе Чамеревского сельсовета, с 2005 года — в составе Лавровского сельского поселения.

## Население
| 1859 | 1905 | 1926 |
| ---- | ---- | ---- |
| 297  | 496  | 287  |

| 1859 | 1905 | 1926 | 2002 | 2010 | 2021 |
| ---- | ---- | ---- | ---- | ---- | ---- |
| 297  | ↗496 | ↘287 | ↘20  | ↘11  | ↗18  |